# Łaskun
Łaskun (Paradoxurus) – rodzaj ssaków z podrodziny łaskunów (Paradoxurinae) w obrębie rodziny wiwerowatych (Viverridae).

## Rozmieszczenie geograficzne
Rodzaj obejmuje gatunki występujące w południowej i południowo-wschodniej Azji (Chińska Republika Ludowa, Indie, Sri Lanka, Nepal, Bhutan, Mjanma, Laos, Wietnam, Kambodża, Tajlandia, Malezja, Singapur, Filipiny, Indonezja i Nowa Gwinea). Rozproszone obserwacje z Celebesu, Moluków i Wysp Aru pochodzą najprawdopodobniej od osobników introdukowanych.

## Morfologia
Długość ciała (bez ogona) 42–71 cm, długość ogona 33–66 cm; masa ciała 2–5 kg.

## Systematyka
Rodzaj zdefiniował w 1821 roku francuski przyrodnik i paleontolog Frédéric Cuvier w publikacji, której współautorem był francuski przyrodnik Étienne Geoffroy Saint-Hilaire, zatytułowanej Historia naturalna ssaków: z oryginalnymi, kolorowymi rysunkami przedstawiającymi żywe zwierzęta. Gatunkiem typowym jest (oznaczenie monotypowe) łaskun palmowy (P. hermaphroditus).

### Etymologia
- Paradoxurus: gr. παραδοξος paradoxos ‘niezwykły, nadzwyczajny’; ουρα oura ‘ogon’[12].
- Platyschista: gr. πλατυς platus ‘szeroki’; σχιστος skhistos ‘rozszczepiony, podzielony’, od σχιζω skhizō ‘podzielić’[13]. Gatunek typowy (oznaczenie monotypowe): Platyschista pallasii Otto, 1835 (= Viverra hermaphrodita Pallas, 1777).
- Bondar: rodzima, bengalska nazwa Bhondar dla łaskuna[14]. Gatunek typowy (oznaczenie monotypowe): Viverra bondar[c] A.G. Desmarest, 1820.
- Macrodus: gr. μακρος makros ‘długi’; οδους odous, οδοντος odontos ‘ząb’[15]. Gatunek typowy (absolutna tautonimia): Paradoxurus macrodus J.E. Gray, 1864 (= Viverra hermaphrodita Pallas, 1777).
- Wagneria: Johann Andreas Wagner (1797–1861), niemiecki zoolog, archeolog i paleontolog[16][17][18]. Gatunek typowy (oznaczenie monotypowe): Paradoxurus annulatus J.A. Wagner, 1841 (= Viverra musanga Raffles, 1821).
- Jentinkia: dr Fredericus Anne Jentink (1844–1913), holenderski zoolog pracujący w Muzeum Historii Naturalnej w Lejdzie w latach 1875–1913[19][20].

### Podział systematyczny
Do rodzaju należą następujące gatunki:
| Grafika | Gatunek                    | Autor i rok opisu | Nazwa zwyczajowa  | Podgatunki         | Rozmieszczenie geograficzne | Podstawowe wymiary                         | Status IUCN |
| ------- | -------------------------- | ----------------- | ----------------- | ------------------ | --- | ------------------------------------------ | ----------- |
|         | Paradoxurus hermaphroditus | (Pallas, 1777)    | łaskun palmowy    | 2 podgatunki       | Pakistan, Indie, Nepal, Bhutan, Bangladesz, południowa Chińska Republika Ludowa (włącznie z wyspą Hajnan), Mjanma, północny Wietnam, północny Laos, północna Tajlandia; introdukowany w Japonii i Sri Lance; zakres wysokości: 0–2500 m n.p.m. | DC: 42–71 cm DO: 33–66 cm MC: 2–5 kg       | LC          |
|         | Paradoxurus musanga        | (Raffles, 1821)   |                   | 2 podgatunki       | południowy Wietnam, południowy Laos, Kambodża, południowa Tajlandia, Półwysep Malajski, Sumatra i Jawa, na wyspach dalej na wschód (do Wysp Aru) prawdopodobnie introdukowany                                                                  | Brak danych                                | NE          |
|         | Paradoxurus philippinensis | Jourdan, 1837     |                   | 2 podgatunki       | Wyspy Mentawai (Siberut, Północna Pagai i Południowa Pagai) i Borneo, Filipiny | Brak danych                                | NE          |
|         | Paradoxurus jerdoni        | Blanford, 1885    | łaskun czarnonogi | 2 podgatunki       | endemit Indii: Ghaty Zachodnie (Maharasztra na południe do Kareli); zakres wysokości: 500–1300 m n.p.m. | DC: 51–61 cm DO: 44–50 cm MC: 2–4,3 kg     | LC          |
|         | Paradoxurus zeylonensis    | (Pallas, 1778)    | łaskun cejloński  | gatunek monotypowy | endemit Sri Lanki: zasięg obejmuje prawie cały kraj | DC: 50–58 cm DO: 44–52 cm MC: około 3,6 kg | LC          |

Kategorie IUCN:  LC  – gatunek najmniejszej troski;  NE  – gatunki niepoddane jeszcze ocenie.